# ツチイグアナ属
ツチイグアナ属（学名：Cyclura）は、有鱗目イグアナ科の下位分類群の1つ。別名イワイグアナ属。西インド諸島に分布する。それぞれの島から固有の種や亜種が知られている。

## 分類
1825年にリチャード・ハーランによって初めて記載され、タークスツチイグアナ C. carinata と C. teres という2種が分類された。C.teres はモトイトゲオイグアナ Ctenosaura acanthura のジュニアシノニムであることが判明した。本属には20世紀には8種と9亜種（1つは絶滅）が認められていた。最近、いくつかの亜種が種に昇格した。現在は10種が分類されている。和名は中井(2024)を参考。
- Cyclura carinata タークスツチイグアナ Turks and Caicos rock iguana
- Cyclura collei ジャマイカツチイグアナ Jamaican iguana
- Cyclura cornuta サイイグアナ Rhinoceros iguana
- Cyclura cychlura バハマツチイグアナ Northern Bahamian rock iguana
- Cyclura lewisi ケイマンアオツチイグアナ Blue iguana[10]
- Cyclura nubila オオツチイグアナ Cuban ground iguana
- Cyclura pinguis アネガダツチイグアナ Anegada rock iguana
- Cyclura ricordii オビツチイグアナ Ricord's ground iguana
- Cyclura rileyi ライリーツチイグアナ Bahamian rock iguana
- Cyclura stejnegeri モナツチイグアナ Mona ground iguana

## 分布と生息地
カリブ海の亜熱帯海域の島々に分布し、乾燥林に適応している。この環境には露出した岩、険しい崖と丘、風化によって浸食された石灰岩、中程度からまばらな植生がある。適度に乾燥したアカシアの森から、はるかに暑いメスキートや乾燥したサボテンの環境まで、さまざまな環境に生息する。変温動物であるため、岩の表面で日光浴をし、体温を調節する必要がある。カリブ海地域の島は、風化が激しい石灰岩でできていることが多く、動物の住処ともなる自然の洞窟が多い。

## 形態
全長は80 - 130 cmほとで、太くがっしりとした体が特徴。頭部は大きく、角や瘤が発達する種もいる。背面のクレストはあまり目立たない。眼の下の鱗の形状や数は種によって異なる。

## 生態
基本的に草食で、植物の葉、花、果実を食べる。ただし、稀に昆虫の幼虫、カニ、ナメクジ、鳥の死骸、菌類を食べることがあり、個体によっては雑食である。
2000年に行われた研究では、オオツチイグアナの消化管を通過した種子は、通過しなかった種子よりも早く発芽することが明らかになった。植物にとっては、非常に短い雨季が終わる前に発芽することができるという利点がある。イグアナは重要な種子散布者である可能性があるとされた。
ケイマンイワイグアナは飼育下で33年間生きた記録がある。1950年にグランドケイマン島で捕獲されたケイマンアオツチイグアナは、1985年に米国に輸入され、1997年グラディス・ポーター動物園に来園した。「ゴジラ」と名付けられたこの個体は2004年に亡くなった。捕獲された当時は推定15歳であったため、寿命は推定69歳であり、記録されているトカゲの中では世界最長寿だった可能性がある。
性的二形があり、雄は雌よりも大きく、背部の隆起がより顕著で、大腿部にはフェロモンを放出するための大きな孔がある。雄は3 - 7歳、雌は2 - 5歳で性成熟する。雄はエグズーマツチイグアナを除いて縄張り意識が強い。交尾は年の最初の雨期（5 - 6月）の初めかその直前に行われ、2 - 3週間続く。雌は2 - 34個の卵を産み、平均すると40日以内に17個の卵を産む。ほとんどの種の雌は卵を産んだ後数日間巣を守り、約85日で孵化する。卵はトカゲの中でも世界最大級である。

## 人間との関係
1996年には、9種が絶滅の危機に瀕していると評価され、4種が絶滅危惧種、3種が危急種とされ、1亜種は絶滅した。島の固有種は元々個体数が少ないうえ、土地開発、家畜の過放牧、豚、猫、ネズミ、犬、マングースなどの外来哺乳類による捕食による影響を受けている。
1990年、アメリカ動物園水族館協会は、ツチイグアナ属の繁殖プロジェクトを緊急課題として立ち上げた。最初のプロジェクトは、当時最も絶滅の危機に瀕していたケイマンアオツチイグアナの飼育下繁殖プログラムだった。インディアナポリス動物園は、西インド諸島のイグアナの16分類群すべての研究と保全に携わってきた。飼育下および野生のイグアナの基本的な生物学的情報の確立、科学的調査、保全活動、フィールド調査、飼育下繁殖プログラムに関する共同作業が行われている。